# Marina Janicke
Marina Janicke, född den 19 juni 1954 i Berlin, är en östtysk simhoppare.
Hon tog OS-brons i svikthopp i samband med de olympiska simhoppstävlingarna 1972 i München.